# Rrogozhinë
Rrogozhinë es un municipio y villa del condado de Tirana, en Albania. El municipio se formó en la reforma territorial de 2015 mediante la fusión de los antiguos municipios de Gosë, Kryevidh, Lekaj, Rrogozhinë y Sinaballaj, que pasaron a ser unidades administrativas. El ayuntamiento tiene su casa consistorial en la villa de Rrogozhinë. Tiene una población total de 22 148 habitantes (censo de 2011), en un área total de 223.50 km². La población en sus límites de 2011 era de 7049 habitantes.

## Pueblos

Mapa de municipio desde la reforma de 2015.

- Ballaj
- Damarkaj
- Domën
- Fliballie
- German
- Gosë e Madhe
- Gosë e Vogël
- Hamenraj
- Harizaj
- Hasdushk
- Kalush
- Kazie
- Kërçukaj
- Koçaj-Sheshaj
- Kodrasej
- Kryevidh
- Lekaj
- Levanaj
- Luz i Madh
- Memollaj
- Methasanaj
- Mlik
- Mushnikë
- Okshtun
- Patk-Milot
- Rrostej
- Rreth-Greth
- Sinaballaj
- Spanesh
- Spille
- Stërbeg
- Sharrdushk
- Shkozet
- Thartor
- Vilë-Ballaj
- Zambish
- Zashtik
- Zhabjak